# Manuel Palavecino
Manuel Alberto Palavecino (Buenos Aires, 29 gennaio 2003) è un calciatore argentino, centrocampista del Central Córdoba (SdE).

## Carriera
Palavecino è cresciuto nel settore giovanile dell'Unión (SF), che ha lasciato nel gennaio del 2023 unirsi al Central Córdoba (SdE). Il 9 gennaio 2024 ha firmato il suo primo contratto professionistico ed il 3 settembre seguente ha debuttato in prima squadra nell'incontro di Primera División pareggiato 1-1 contro il Godoy Cruz.

## Statistiche

### Presenze e reti nei club
Statistiche aggiornate al 1° gennaio 2025.
| Stagione        | Squadra               | Campionato      | Campionato | Campionato | Coppe nazionali | Coppe nazionali | Coppe nazionali | Coppe continentali | Coppe continentali | Coppe continentali | Altre coppe | Altre coppe | Altre coppe | Totale | Totale | Totale |
| Stagione        | Squadra               | Comp            | Pres       | Reti       | Comp            | Pres            | Reti            | Comp               | Pres               | Reti               | Comp        | Pres        | Reti        | Pres   | Reti   |        |
| --------------- | --------------------- | --------------- | ---------- | ---------- | --------------- | --------------- | --------------- | ------------------ | ------------------ | ------------------ | ----------- | ----------- | ----------- | ------ | ------ | ------ |
| 2024            | Central Córdoba (SdE) | PD              | 7          | 1          | CA+CdL          | 2+0             | 0               | -                  | -                  | -                  | -           | -           | -           | 9      | 1      |        |
| 2025            | Central Córdoba (SdE) | PD              | 0          | 0          | CA              | 0               | 0               | CL                 | -                  | -                  | -           | -           | -           | 0      | 0      |        |
| Totale carriera | Totale carriera       | Totale carriera | 7          | 1          |                 | 2               | 0               |                    | -                  | -                  |             | -           | -           | 9      | 1      |        |

## Palmarès

### Club

#### Competizioni nazionali
- Copa Argentina: 1

Central Córdoba (SdE): 2024